# Effetto Meredith

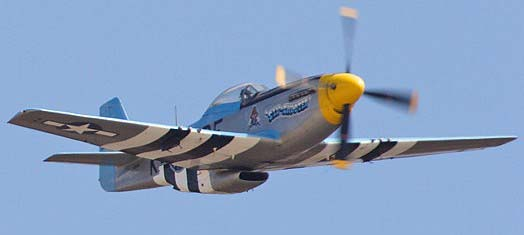
Il radiatore ventrale del North American P-51 Mustang è progettato per sfruttare l'effetto Meredith.

Con effetto Meredith si intende un fenomeno fisico per cui la resistenza aerodinamica causata da un radiatore è compensata attraverso una adeguata progettazione del condotto di raffreddamento in grado di generare una spinta utile aggiuntiva. Inizialmente scoperto negli anni trenta, fu estensivamente impiegato nel decennio successivo quando le velocità degli aerei con motori a pistoni aumentarono tanto da rendere tangibile il beneficio di questa configurazione.

## Storia

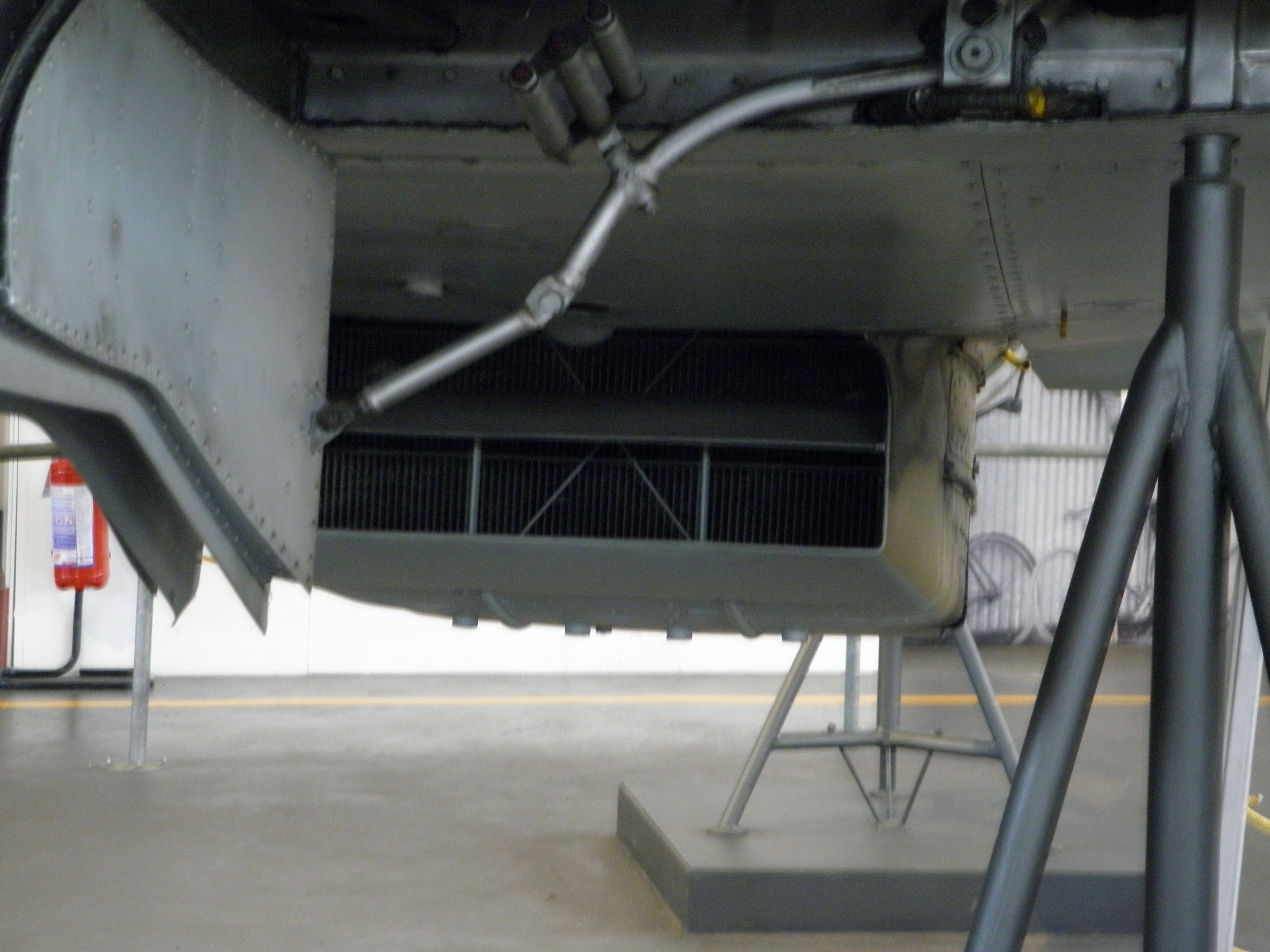
Macchi MC.205, dettaglio radiatore ventrale.

Via via che l'evoluzione tecnica permetteva velocità degli aeroplani sempre maggiori, iniziò a manifestarsi la necessità di limitare la resistenza aerodinamica dei radiatori (che crescevano di pari passo in dimensioni) necessari a smaltire il calore prodotto dai motori a pistoni. Nei primi anni trenta, in Germania, furono condotti presso il DLR studi sistematici sulla resistenza offerta da radiatori scomponendola analiticamente nei vari contributi (perdite nel diffusore, perdite per attrito sulle superfici interne ed esterne del condotto e del radiatore). L'ingegnere britannico Frederick William Meredith durante il suo impiego presso la Royal Aircraft Establishment (RAE) a Farnborough, studiò il comportamento di un radiatore contenuto in un condotto aerodinamico e notò che, all'aumentare della velocità di volo, la resistenza invece di aumentare, diminuiva. Nel suo rapporto del 14 agosto 1935, Meredith concludeva che per velocità superiori a 300 miglia all'ora (480 km/h) poteva anche essere disponibile una spinta utile.
Il fenomeno venne riconosciuto come effetto Meredith e subito adottato dai progettisti nei prototipi di aerei da caccia come il Supermarine Spitfire e l' Hawker Hurricane con motore Rolls-Royce PV-12 (successivamente conosciuto come Merlin) raffreddato con una miscela di acqua e glicole etilenico. Uno dei primi esperimenti fu condotto con il primo prototipo del Supermarine nel suo primo volo il 5 marzo 1936.
Negli Stati Uniti d'America, il North American P-51 Mustang, che volò per la prima volta nel 1940, adottò entrambi, il motore Merlin e la tecnologia che sfruttava l'effetto Meredith. Nello stesso periodo l'effetto Meredith ispirò per la similarità dei principi di funzionamento, anche gli studi del condotto aero-termodinamico, ramjet o statoreattore.

## Principio di funzionamento

Schema di funzionamento dell'effetto Meredith sul North American P-51D

L'effetto Meredith si presenta quando un flusso di aria all'interno di un condotto di opportune caratteristiche geometriche viene riscaldato da uno scambiatore di calore, ad esempio un radiatore contenente il fluido di raffreddamento di un motore a combustione interna.
Analogamente ad uno statoreattore, il sistema condotto-scambiatore di calore può essere inquadrato in un ciclo Brayton. L'aria in ingresso nel condotto rallenta, comprimendosi. Attraversando il radiatore, il flusso d'aria assorbe il calore del fluido di raffreddamento che circola nel radiatore aumentando in questo modo l'entalpia del flusso (ovvero la sua energia). L'aria calda in pressione si espande nell'ugello (un condotto convergente) accelerando ad una velocità superiore a quella che aveva in ingresso (grazie all'energia assorbita dal radiatore). La differenza della quantità di moto del flusso di aria tra l'ingresso e l'uscita del condotto genera una forza che per il terzo principio della dinamica fornisce una spinta.

### Limiti di applicazione

Schema di funzionamento dell'effetto Meredith

Perché l'effetto Meredith sia apprezzabile, il lavoro fornito dal sistema radiatore-condotto deve essere perlomeno dello stesso ordine di grandezza di quello generato dalla sua resistenza aerodinamica. Il lavoro utile (L) è pari al prodotto tra il calore ceduto dal radiatore al flusso di aria (Q) per il rendimento del ciclo termodinamico ({\displaystyle \eta }). Per un ciclo Brayton di un gas ideale il rendimento si può esprimere come:
{\displaystyle \eta =1-{\frac {1}{\beta ^{\left({\frac {\gamma -1}{\gamma }}\right)}}}}
dove {\displaystyle \beta } viene inteso come il rapporto tra le pressioni {\displaystyle p_{1}} e {\displaystyle p_{0}} (rispettivamente le pressioni lungo le trasformazioni isobare di riscaldamento e di raffreddamento) ed è anche chiamato rapporto di compressione:
{\displaystyle \beta ={\frac {p_{1}}{p_{0}}}}
Nel caso reale si assume per l'isobara di riscaldamento un valore medio della pressione del flusso di aria nel radiatore e per l'isobara di raffreddamento la pressione atmosferica. Perché sia presente un lavoro utile (rendimento >0), è necessario quindi che la pressione del flusso di aria che passa nel radiatore sia maggiore di quella esterna. La pressione massima ottenibile nel condotto per una data velocità di volo ({\displaystyle v}), pressione atmosferica ({\displaystyle p_{0}}) e densità dell'aria ({\displaystyle \rho }) è pari a:
{\displaystyle {p_{1}}max={p_{0}}+{\frac {1}{2}}\rho v^{2}}
Questo valore, corrispondente alla somma della pressione statica e della pressione dinamica, è il valore limite (ideale) che si ottiene rallentando isoentropicamente (senza perdite) il flusso d'aria fino ad una velocità nulla. Considerato che il flusso d'aria per attraversare il radiatore deve comunque avere una certa velocità, la pressione nel condotto sarà sempre inferiore a quella ideale. In aggiunta, velocità di volo basse permettono rendimenti scarsi ed un lavoro disponibile, di conseguenza, trascurabile rispetto alle perdite aerodinamiche dovute alla presenza del condotto e dello scambiatore. Dal momento che la pressione nel condotto (e quindi il rendimento) cresce con il quadrato della velocità, a partire da un certo valore (intorno a Ma 0,3) è possibile convertire in lavoro (incremento della quantità di moto del flusso d'aria) una parte non trascurabile del calore frutto del raffreddamento del motore che altrimenti sarebbe andato perso. Questo lavoro dovuto all'aumento di volume dell'aria riscaldata, produce un'accelerazione nel condotto (opportunamente conformato con una forma convergente) in uscita e quindi una spinta. Se la spinta generata è minore della resistenza aerodinamica del condotto e del radiatore, l'impianto riduce la resistenza aerodinamica dovuta al radiatore. Se, invece, la spinta generata supera in valore quella della resistenza, l'intero assieme contribuisce con una spinta netta che migliora la velocità di punta del velivolo.